# Henry Sidgwick
Henry Sidgwick (31. květen 1838 – 28. srpen 1900) byl anglický filozof a ekonom. Byl představitelem utilitarismu. Zaobíral se silně též parapsychologií a bojoval za právo žen na vyšší vzdělání.
Jeho nejvýznamnější knihou je The Methods of Ethics z roku 1874, kterou John Rawls označil za "první skutečně akademickou práci o morálce". Věřil v přirozenou utilitární morálku, jeho přístup bývá někdy nazýván "etický hedonismus", Sidgwick nevěřil, že by člověk mohl učinit něco, co by narušovalo jeho osobní štěstí, a toto osobní štěstí nutně zahrnuje i štěstí jeho okolí. Tento přístup byl nicméně často kritizován, kritik individualismu Alasdair MacIntyre například ve své práci Ztráta ctnosti říká, že Sidgwick chtěl "objevit vesmír a nalezl chaos".
Podle životopisce Barta Schultze byl Sidgwick homosexuálem, byl nicméně manželem sestry britského ministerského předsedy Arthura Balfoura, Eleanor Mildred Balfourové, feministky a jedné z prvních ženských studentek na Cambridge. Přerušil kontakt s anglikánskou církví a označoval se napříště za deistu. Křesťanství nicméně považoval za "nenahraditelné ze sociologického hlediska".

## Literatura

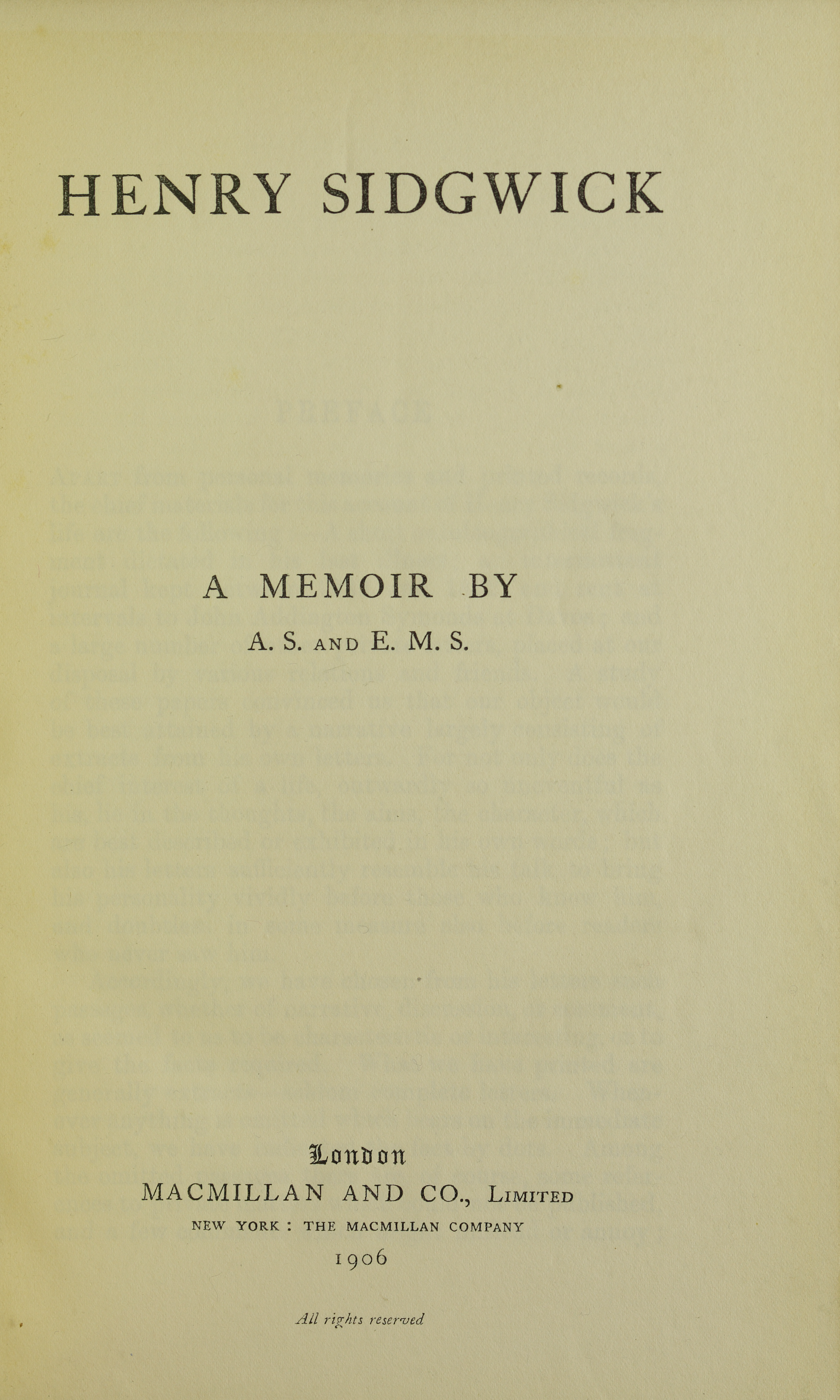
Arthur & Eleanor Mildred Sidgwick, Henry Sidgwick, 1906